# Lynden Pindling International Airport
Lynden Pindling International Airport is de voornaamste luchthaven van de Bahama's en ligt op het eiland New Providence op 16 kilometer ten westen van het centrum van de hoofdstad Nassau. Vanuit de luchthaven zijn er dagelijkse verbindingen met de grootste steden van de Verenigde Staten, Canada, het Verenigd Koninkrijk en het Caraïbisch gebied. 
Op de luchthaven zijn er U.S. Border preclearance faciliteiten, wat maakt dat alle vluchten naar de Verenigde Staten in dat land bij aankomst als binnenlandse vluchten behandeld kunnen worden.
De luchthaven, vroeger gekend als Nassau International Airport, kreeg zijn naamswijziging op 6 juli 2006 als eerbetoon aan Lynden Pindling, de politicus die de Bahama's naar onafhankelijkheid leidde.
De luchthaven heeft twee landingsbanen, 34 gates en terminals met een gezamenlijke oppervlakte van 54.300 m². In 2008 werden 3 miljoen passagiers vervoerd met 92.000 vliegbewegingen. De luchthaven kan alle vliegtuigen, inclusief de Airbus A380 verwerken.
De luchthaven is essentieel voor de toeristische ontsluiting van de Bahama's en wordt in belangrijke mate gebruikt door passagiers van de vele cruisetochten rond de Bahama's en bezoekers van het grote Atlantis Hotelcomplex.